# Cassi Thomson
Cassi Nicole Thomson (*14. srpen 1993, Queensland, Austrálie) je americká herečka a zpěvačka.

## Kariéra
Za svou krátkou kariéru se stačila objevit v několika českým divákům známých filmech či především seriálech. Znát jí můžeme z menších rolí v seriálech Dr. House, Pohotovost nebo Velká láska.
Objevila se také v seriálu Kriminálka Las Vegas nebo ve filmu Nejlepší policajt.
V současné době se věnuje zpěvu a psaní písní. Pracuje na svém albu, se kterým jí pomáhá producent filmů Hannah Montana a Muzikál ze střední, Andrew Lane. První videoklip natočila v roce 2008, kde se také objevuje hvězda série Stmívání, Taylor Lautner.
V současné době žije v Los Angeles.

## Filmografie

### Film
| Rok  | Název                          | Role          | Poznámky |
| ---- | ------------------------------ | ------------- | -------- |
| 2008 | Nejlepší policajt              | Deb Rogers    |          |
| 2014 | Síla naděje                    | Ally          |          |
| 2014 | Napospas osudu                 | Chloe Steele  |          |
| 2015 | Where Are You, Bobby Browning? | Maddie Brooks |          |
| 2016 | Storage Locker 181             | Annette       |          |
| 2016 | The Sunday Horse               | Elysse Dumar  |          |
| 2017 | Gun                            | Sarah         |          |
| 2018 | Pistachio                      | Ava Allister  |          |
| 2019 | Gloria Bell                    | Virginia      |          |

### Televize
| Rok     | Název                      | Role            | Poznámky                    |
| ------- | -------------------------- | --------------- | --------------------------- |
| 2006    | Beze stopy                 | Sarah Jameson   | díl: The Road Home          |
| 2006    | Dr. House                  | Kama Walters    | díl: Plácni krtka           |
| 2006    | Pohotovost                 | Lulu Davis      | díl: Nalož a leť            |
| 2008    | Naše první Vánoce          | Tory            | TV film                     |
| 2009    | Sestra Hawthornová         | Amy Johnson     | díl: The Sense of Belonging |
| 2009–11 | Velká láska                | Cara Lynn       | vedlejší role, 20 dílů      |
| 2010    | Kriminálka Las Vegas       | Katy            | díl: Polní myši             |
| 2011    | Margene's Blog             | Cara Lynn       | díl: Crush Story            |
| 2011    | Kriminálka Miami           | Kaylee Anderson | díl: Mayday                 |
| 2011    | Můj táta Rocker            | Karen Petersen  | TV film                     |
| 2012    | Teenage Bank Heist         | Abbie           | TV film                     |
| 2012–14 | Záměna                     | Nikki Papagus   | vedlejší role, 4 díly       |
| 2013    | Les sebevrahů              | Amber           | TV film                     |
| 2015    | Minority Report            | Barmaid         | díl: Malárie                |
| 2016    | Hawaii 5-0                 | Addison Wells   | díl: Veřejná zpověď         |
| 2018    | Námořní vyšetřovací služba | Angie Grey      | díl: Vloupání               |
| 2018    | Psychiatr                  | Eliza           | díl: Psychopathia Sexualis  |
| 2019    | Lucifer                    | Beth Murphy     | díl: Zachraňte Lucifera     |